# Boyd Alexander

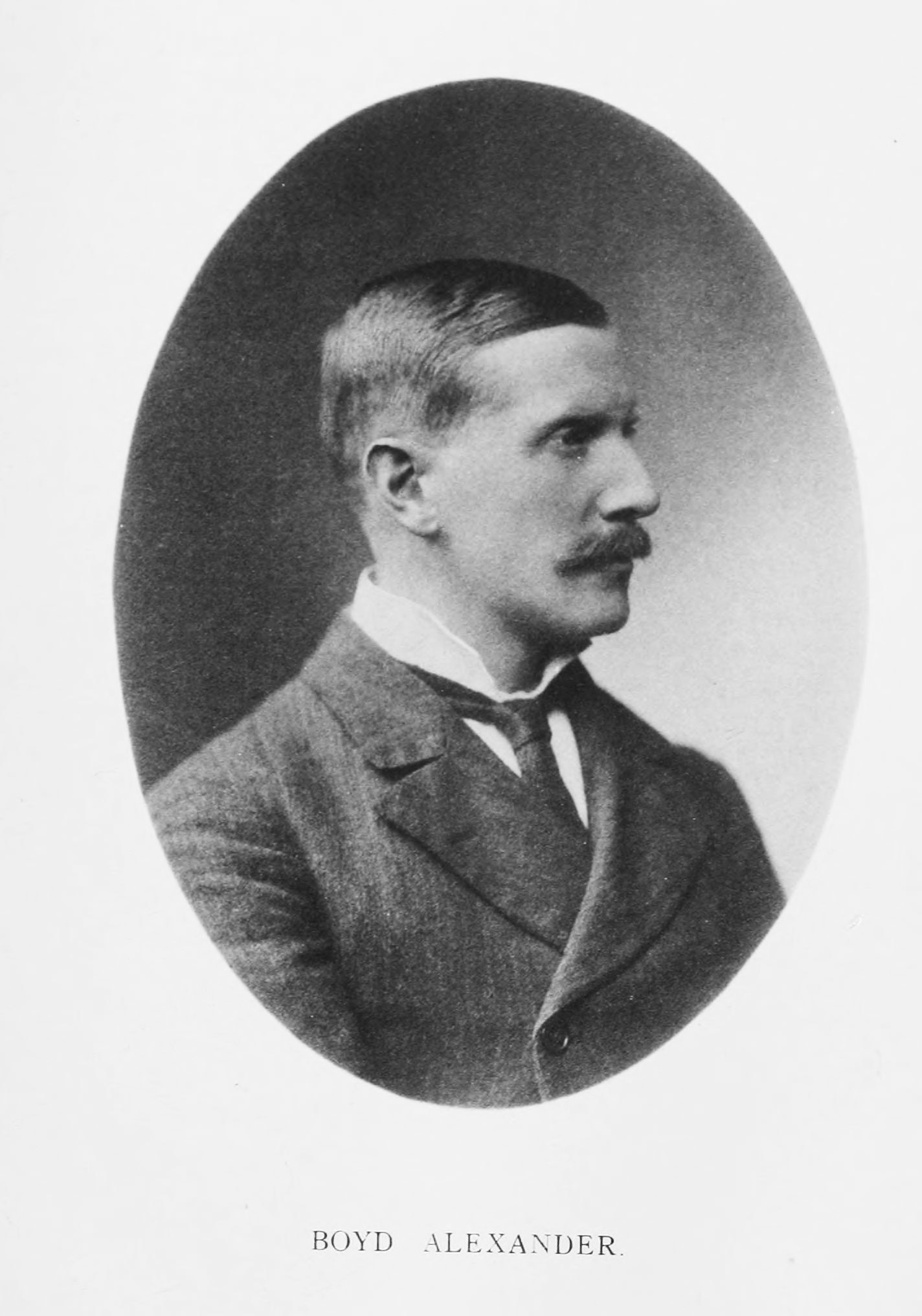
Boyd Alexander (1873 - 1910)

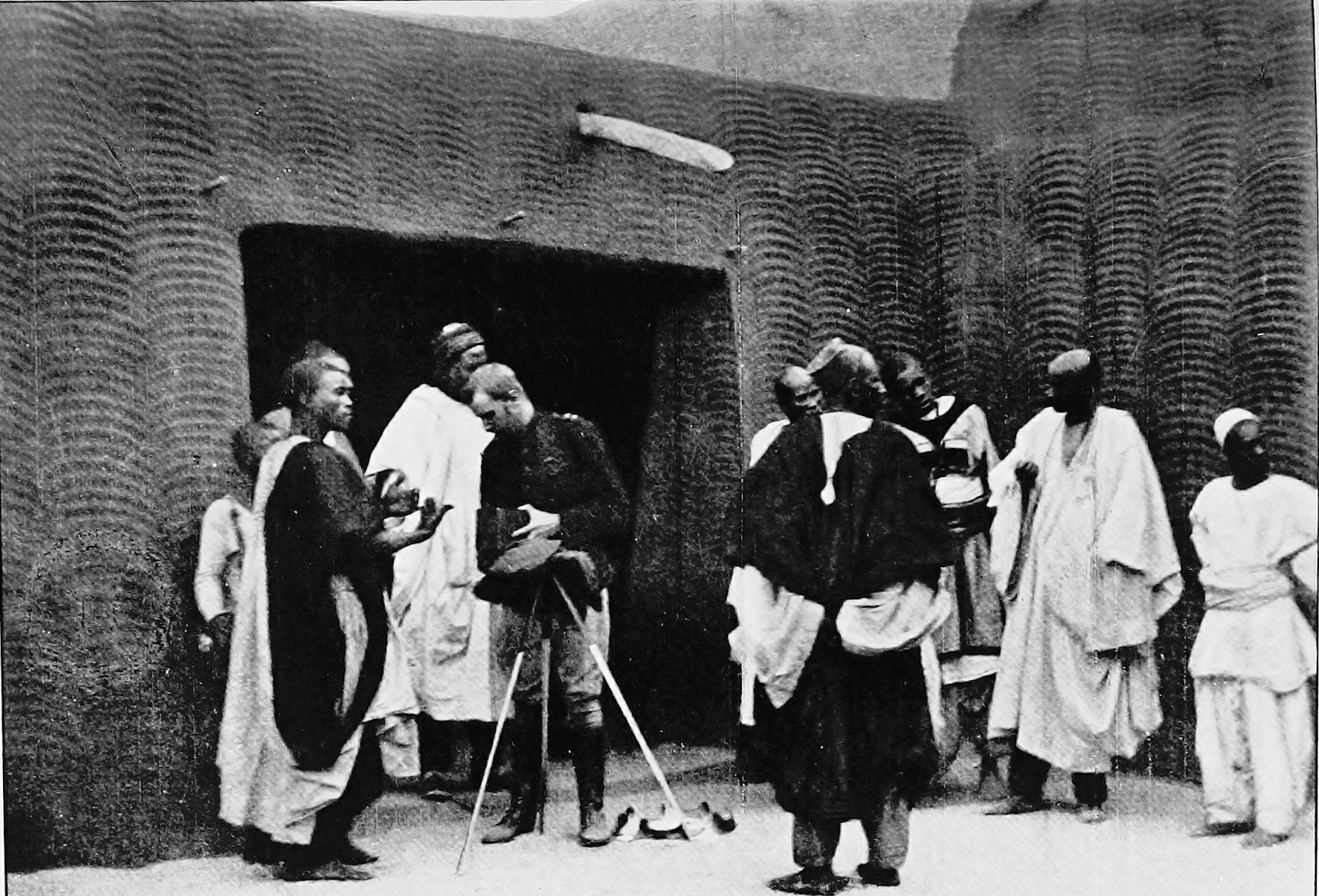
Foto van Alexander tijdens zijn expeditie van de Niger tot de Nijl

Boyd Alexander (Cranbrook, 16 januari 1873 - Nyeri (Kenia), 2 april 1910) was een Britse officier, onderzoeker en ornitholoog.

## Jeugd op opleiding
Boyd Alexander werd geboren als oudste zoon van luitenant-kolonel Boyd Francis Alexander tijdens de regeringsperiode van koningin Victoria in de traditionele graafschap Kent. Zijn grootvader van zijn moeders kant was David Wilson, de stichter van het Great Eastern Hotel in Calcutta. Hij had ten minste een broer (Claud). Over de jeugdjaren van Alexander is niets bekend. Hij verbond zich in 1893 aan het 7e bataljon van de Rifle Brigade (Prince Consorts Own). Hij promoveerde tot 1898 tot kapitein.

## Carrière
Aan het eind van de 19e eeuw leidde hij wetenschappelijke expedities naar de Kaapverdische eilanden (1897-1898) en de rivieren Zambesi en Kafue (1898-1899), om daar de avifauna te gaan bestuderen. Hij vervoegde zich in 1899 bij de politie van de Goudkust en nam in 1900 deel aan de ontzetting van Kumasi, waarvoor hij een medaille en een speld kreeg. Na zijn terugkeer in Groot-Brittannië werd hem een officierspatent aangeboden bij de Rifle Brigade in oktober 1900. Zijn promotie tot luitenant vond plaats in januari 1902. Hij leidde in 1902 een wetenschappelijke expeditie naar Fernando Po, waarbij hij succesvol de Mount St. Isabel beklom en veel nieuwe vogelsoorten ontdekte.
Tussen 1904 en 1906 leidde hij de Alexander-Gosling-expeditie in Afrika en reisde bovendien van de Niger tot de Nijl. Het doel van zijn expeditie was om aan te tonen, dat het continent van west naar oost kon worden doorkruist via zijn waterwegen. Hij werd op zijn expedities begeleid door zijn broer Claud, zijn assistent en preparateur José Lopes, kapitein G.B. Gosling en P.A. Talbot. In februari 1904 vertrokken ze vanaf de monding van de Niger en reisden stroomopwaarts naar Lokoja. Zijn broer overleed in oktober 1904 aan de gevolgen van tyfus, nadat hij een opmeting had verricht van de Murchison Range. Talbot keerde in het midden van 1905 terug naar het westen. Boyd, Gosling en Lopes onderzochten het gebied rondom het Tsjaadmeer. In juni 1906 overleed Gosling in Niangara aan de gevolgen van malaria. Alexander en Lopes volgden de Kibala en bereikten in december 1906 de Nijl. In februari 1907 keerden ze terug naar Groot-Brittannië, waar zich Alexander terugtrok uit het leger.
Aan het eind van 1908 zeilden Alexander en Lopes weer naar Afrika. Ze bezochten de eilanden Sao Tomé en Principe, de Mount Cameroon en het Tsjaadmeer. Alexander was van plan om ook naar Egypte te gaan door de regio's Wadai en Darfur. Er was toentertijd veel instabiliteit in het land. Bij het bereiken van Nyeri, dat 70 mijl noordelijk van Abéché lag en de hoofdstad van Wadai, werd Alexander op 2 april 1910 door inboorlingen vermoord. Lopes, die hem steeds terzijde had gestaan sinds zijn reis naar de Kaapverdische eilanden, vluchtte. De stoffelijke resten van Alexander werden begraven bij zijn broer Claud nabij Maifoni.

## Onderscheidingen
Voor zijn reis over het continent werd Alexander in 1907 geëerd met de gouden medaille van de Royal Geographical Society in Antwerpen en in 1908 met de Founders Gold Medal van de Royal Geographical Society in Londen. In 1907 werd hij erelid van de Royal Scottish Geographical Society. Een standbeeld van de beide broers bevindt zich in de Parish Church of St. Dunstan in Cranbrook (Kent).

## Naamgeving
Bovendien werden meerdere zoogdieren en vogelsoorten naar hen benoemd, waaronder de Kaapverdische gierzwaluw (Apus alexandri), de Alexanderkoesimanse (Crossarchus alexandri) en Paraxerus alexandri (een eekhoornsoort).

## Werken
- 1907: From The Niger To The Nile (reisbericht)

- Biblioteca Nacional de España: XX942103
- Bibliothèque nationale de France: cb16621279h (data)
- Gemeinsame Normdatei: 1258734699
- International Standard Name Identifier: 0000 0001 0802 7679
- Library of Congress Control Number: nb2007018263
- Nationale Bibliotheek van Israël: 987007576774905171
- Nederlandse Thesaurus van Auteursnamen: 14713434X
- SNAC: w6qw8sxz
- Système universitaire de documentation: 082975523
- Virtual International Authority File: 88119227
- WorldCat: E39PBJj4pvmWTqKKqD8qm6fQbd